# NGC 142
NGC 142 es una galaxia espiral barrada localizada en la constelación de Cetus. Fue descubierta por Frank Muller en 1886.

## Apariencia
John Dreyer la describió como "extremadamente débil, pequeña, un poco extendida, primero de 3", los otros son NGC 143 y 144 . El segundo Catálogo de índice enumera una ascensión recta corregida (por Howe) de 00h 24m 08s.